# 리버풀 FC (몬테비데오)
리버풀 FC(스페인어: Liverpool Fútbol Club)는 우루과이의 수도인 몬테비데오를 연고로 하는 프로 축구단이다. 이 팀은 1915년에 창단되었으며 현재는 우루과이 프리메라 디비시온에 참가하고 있다. 클럽 이름은 몬테비데오와 교역이 활발했던 도시인 잉글랜드의 리버풀에서 유래되었다.

## 선수 명단

### 현역
참고: FIFA 자격 규정에 따라 소속된 국가대표팀 국기를 표시합니다. 선수는 복수의 FIFA 비회원국 국적을 가지고 있을 수 있습니다.
| 번호 | 포지션 | 국적     | 이름              |
| ---- | ------ | -------- | ----------------- |
| 8    | MF     | 파라과이 | 휴고 퀸타나       |
| 11   | MF     |          | 루시아노 아우에드 |

| 번호 | 포지션 | 국적 | 이름 |
| ---- | ------ | ---- | ---- |

### 역대
틀:리버풀 FC (몬테비데오) 선수 명단